# Wkra
Il Wkra è un fiume lungo 249 km che attraversa la Polonia nord-orientale, affluente del Narew.
Avente un bacino di 5322 km², è il tredicesimo fiume più lungo della Polonia.